# 기고시 야스쓰나
기고시 야스쓰나(木越安綱)는 일본 제국의 육군 군인, 정치인(귀족원 남작의원)이다. 일본 육군사관학교 1기 출신이며 최종 계급은 육군 중장으로 전역하였다. 관위는 정3위 훈1등 공2급. 제1차 야마모토 내각에서는 육군대신을 지냈다. 아명은 산지로(三次郎).
일본 제국 육군의 독일화에 기여한 인물로서 세이난 전쟁, 청일 전쟁, 러일 전쟁 등에 참전한 공으로 남작위를 수여받았다.
가나자와 번사이자 포술사범 가토 다다나오(加藤忠直)의 3남으로 태어나 같은 번의 번사 집안인 기고시가의 양자로 입적하였다.
야스쓰나는 많은 자식이 있었으며, 그 중 7남은 옛 단난번주 집안이었던 다카기 자작가의 양자로 입적하였다.
야스쓰나의 의형제로는 일본의 민속학자로 유명한 야나기타 구니오가 있다.